# Daphniidae
Famille
Les  Daphniidae constituent une famille de crustacés branchiopodes de l'ordre des Diplostraca, généralement appelées « daphnies ».

## Description et caractéristiques
Ce sont des crustacés de petite taille (1 à 2 mm), avec une carapace bivalve laissant la tête libre et des antennes biramées natatoires. La segmentation est indistincte. Les yeux sont fusionnés en un seul œil médian. La reproduction se fait par reproduction sexuée en période défavorable (hiver) et par parthénogenèse cyclique en période favorable (été).

## Liste des genres
Selon World Register of Marine Species (22 décembre 2018) :
- genre Ceriodaphnia Dana, 1853
- genre Daphnia O.F. Müller, 1785
- genre Megafenestra Dumont & Pensaert, 1983
- genre Scapholeberis Schoedler, 1858
- genre Simocephalus Schoedler, 1858

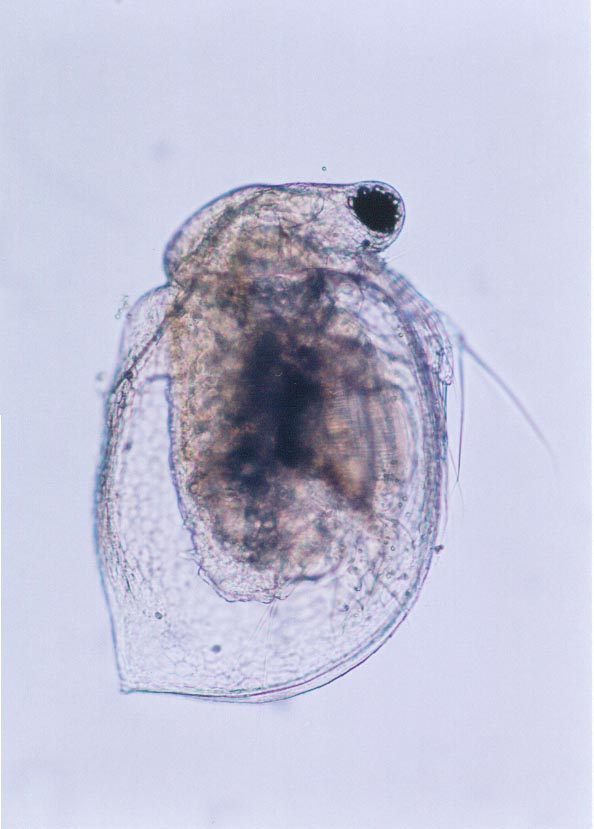
Ceriodaphnia silvestrii
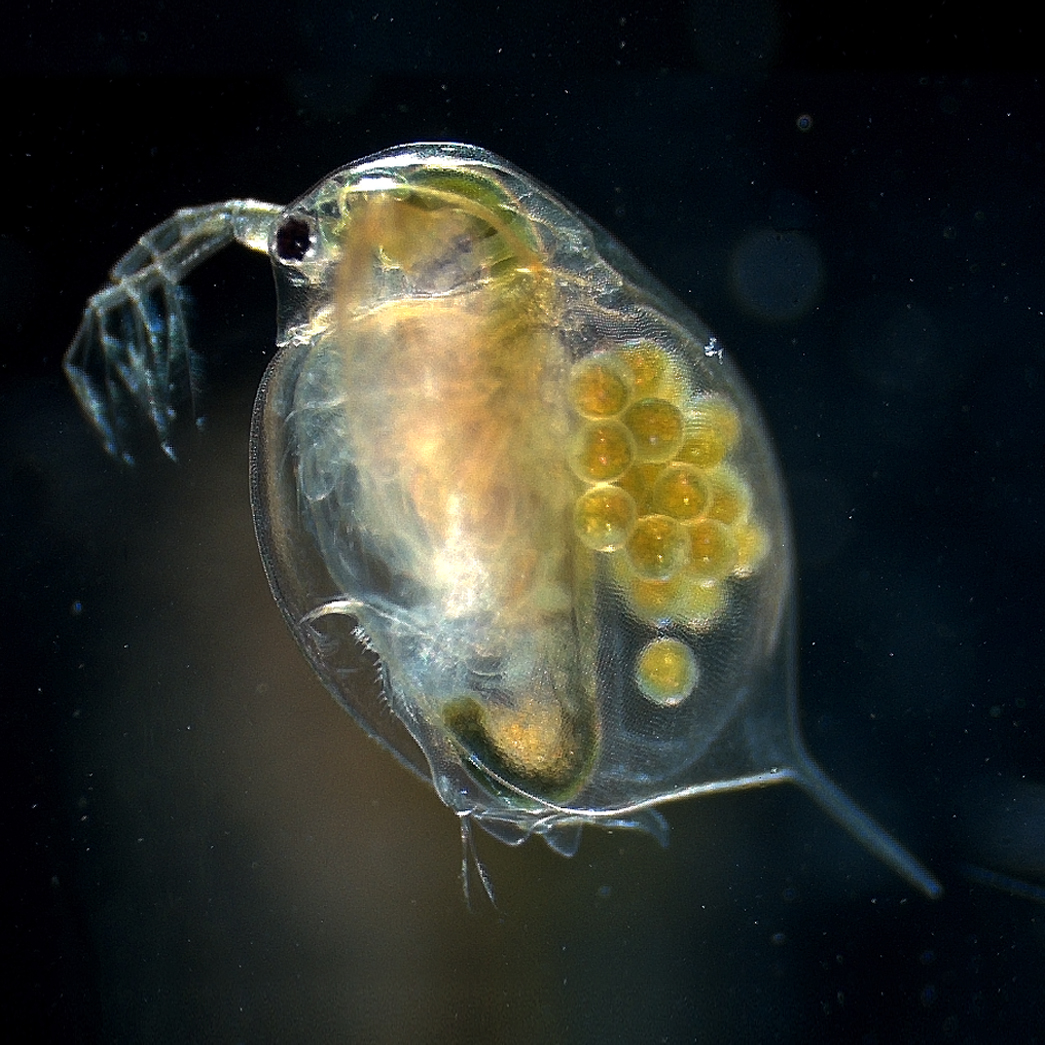
Daphnia magna
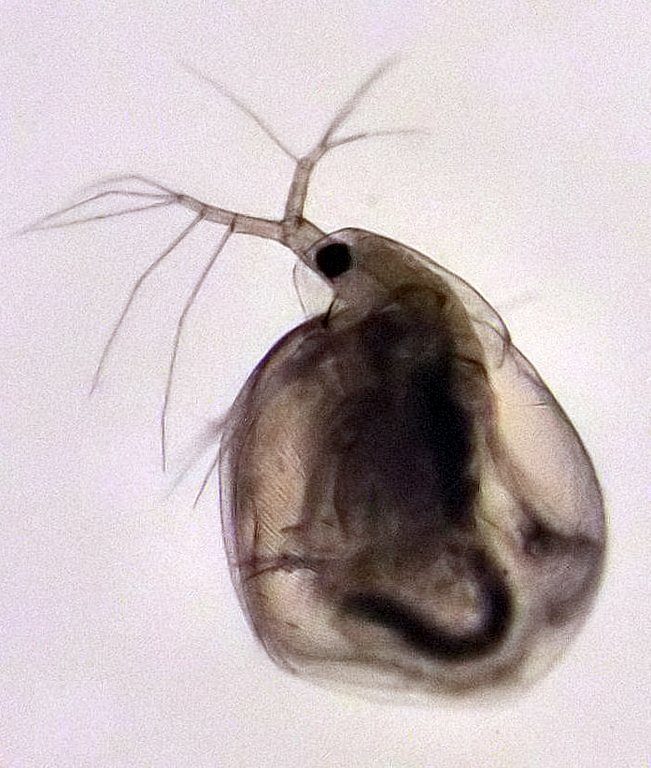
Simocephalus vetulus

## Publication originale
- Straus, 1820 : Mémoire sur les Daphnia, de la classe des crustacés, pp. 1-59 (texte intégal) (fr).